# 다이노X 탐험대
《다이노X 탐험대》(DINO X EXPEDITION)는 한국에서 제작된 이동희 감독의 2015년 애니메이션, 다큐멘터리 영화이다. 정준하 등이 주연으로 출연하였다.

## 출연

### 주연
- 정준하
- 하하

### 조연
- 송지우

## 기타
- 사운드: 이기준